# Park Narodowy Bahía de Loreto

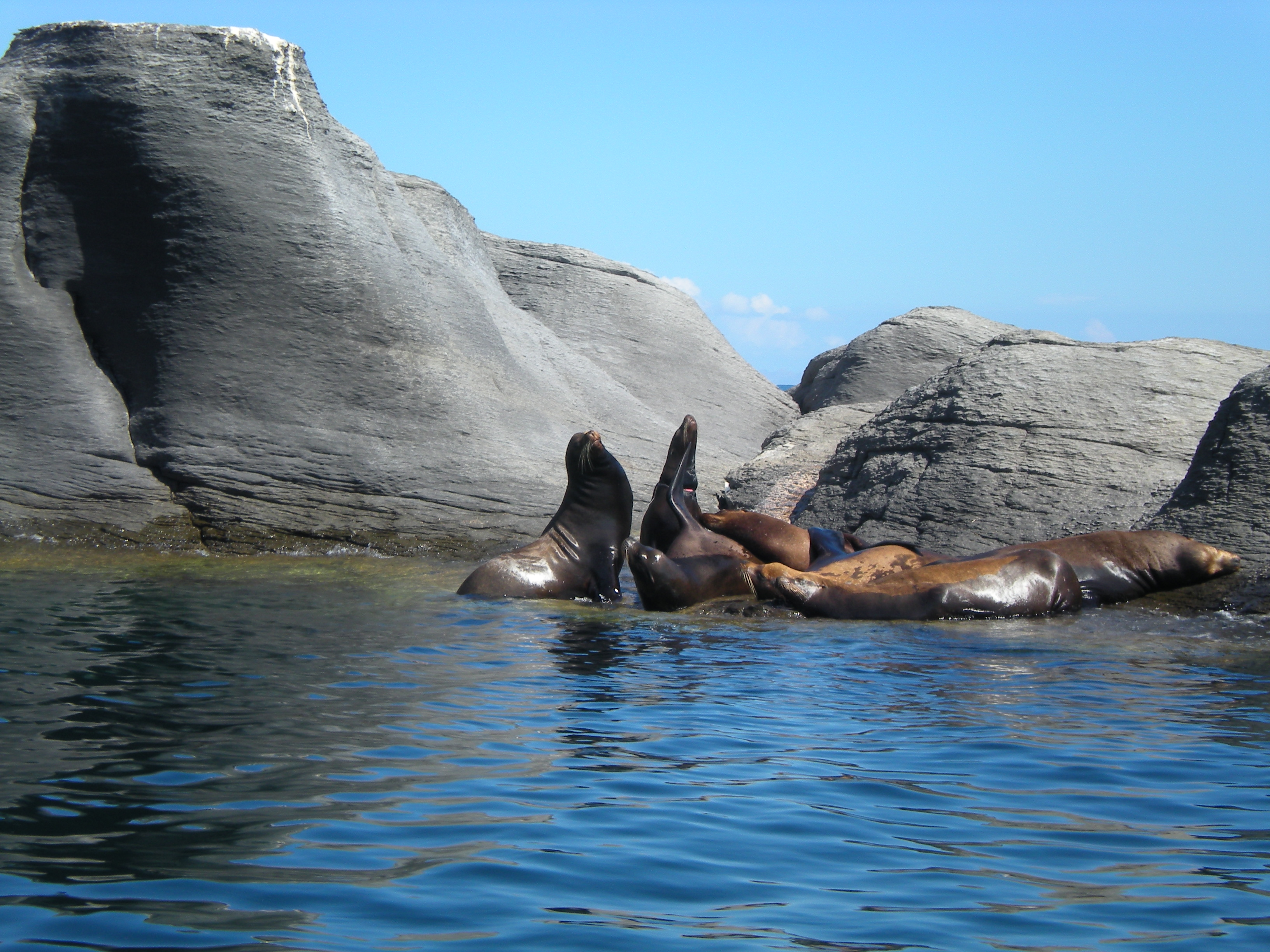
Uszanki kalifornijskie na wybrzeżu wyspy Coronados

Park Narodowy Bahía de Loreto (hiszp. Parque nacional Bahía de Loreto) – park narodowy w północno-zachodnim Meksyku, w stanie Kalifornia Dolna Południowa. Został utworzony 19 lipca 1996 roku i zajmuje obszar 2065,81 km² (w tym 1848,89 km² to wody morskie). Od 1995 roku teren parku jest częścią rezerwatu biosfery UNESCO pod nazwą „Wyspy zatokowe Kalifornii”. W 2004 roku park został wpisany na listę konwencji ramsarskiej. Od 2005 roku wraz z 244 wyspami i wodami przybrzeżnymi Zatoki Kalifornijskiej jest wpisany na listę światowego dziedzictwa UNESCO pod nazwą „Wyspy i obszary chronione Zatoki Kalifornijskiej”. W 2021 roku został zakwalifikowany przez BirdLife International jako ostoja ptaków IBA.

## Opis
Park obejmuje fragment Zatoki Kalifornijskiej w pobliżu miasta Loreto na Półwyspie Kalifornijskim. Znajduje się tu pięć wysp: Monserrat, Danzante, Coronados, Santa Catalina i Carmen, a także kilka mniejszych wysepek. Wyspy są pochodzenia wulkanicznego, pustynne i skaliste.
Klimat suchy, półpustynny. Średnia roczna temperatura w parku wynosi +23 °C.

## Szata roślinna
W morskiej części parku odnotowano 100 gatunków fitoplanktonu i 161 gatunków makroglonów. Gronorosty tu występujące to m.in.: Sargassum johnstonii, Sargassum herporhizum, Sargassum lapazeanum, Sargassum macdougalii i Sargassum sinicola.
Na wyspach rosną 262 gatunki roślin. Są to narażony na wyginięcie (VU) Fouquieria diguetii, a także m.in.: Bursera laxiflora, Jatropha cuneata, Jatropha cinerea, Parkinsonia florida, Bursera fagaroides, Olneya tesota, Prosopis glandulosa, Ferocactus diguetii, Euphorbia polycarpa, Stenocereus gummosus i Parkinsonia microphylla.
Na niektórych wyspach występują lasy namorzynowe. Rosną tu głównie Rhizophora mangle, Avicennia germinans i Laguncularia racemosa.

## Fauna
W parku odnotowano 30 gatunków ssaków morskich. Są to zagrożony wyginięciem (EN) płetwal błękitny, narażone na wyginięcie (VU) płetwal zwyczajny i kaszalot spermacetowy, a także m.in.: płetwal tropikalny, długopłetwiec oceaniczny, grindwal krótkopłetwy, zyfia gęsiogłowa, kogia płaskonosa, delfin zwyczajny, risso szary, delfinowiec skośnozębny, melonogłów wielozębny, orka oceaniczna i uszanka kalifornijska.
Na wyspach żyje około 35 gatunków ssaków lądowych. Są to krytycznie zagrożone wyginięciem (CR) myszak kataliński i myszak piaskowy, narażony na wyginięcie (VU) nocek rybożerny, a także m.in.: nowik pustynny, Chaetodipus spinatus, Chaetodipus baileyi, Neotoma bunkeri, zając wielkouchy, owca kanadyjska i myszak półwyspowy.
Występuje tu około 235 gatunków ptaków. Są to narażona na wyginięcie (VU) cytrynka maskowa, a także m.in.: fregata wielka, pelikan brunatny, wąsatek czarnogardły, dziwuszka ogrodowa, gołębiak białoskrzydły, muchołap mysi, dzięcioł pasiasty, dzięciur kaktusowy, mewa meksykańska, czapla modra, rybołów, ostrygojad brunatny, przedrzeźniacz szary, uszatka błotna, myszołów rdzawosterny, puchacz wirginijski, kacyk maskowy, faeton białosterny, sokół wędrowny i szafirczyk rudobrzuchy.
Z gadów żyją tu krytycznie zagrożone wyginięciem (CR) żółw szylkretowy i grzechotnik kataliński, narażone na wyginięcie (VU) karetta, żółw oliwkowy, żółw skórzasty, żółw jadalny, Aspidoscelis catalinensis i Sauromalus klauberi, a także m.in.: pustyniogwan, Dipsosaurus catalinensis, Sceloporus lineatulus, Lampropeltis catalinensis, Phyllodactylus bugastrolepis, Uta squamata, Aspidoscelis carmenensis i Aspidoscelis pictus.
W parku występuje około 260 gatunków ryb. Są to narażone na wyginięcie (VU) Dasyatis brevis, żaglica i pławikonik olbrzymi, a także m.in.: Epinephelus labriformis, Hoplopagrus guentherii, Haemulon sexfasciatum, Microlepidotus inornatus, kaliodon natalski, Calamus brachysomus, Balistes polylepis, Urobatis concentricus, Pomacanthus zonipectus, Holacanthus passer, Johnrandallia nigrirostris, Chromis limbaughi, Microspathodon bairdii, Stegastes flavilatus, bodian meksykański, Halichoeres dispilus, Canthigaster punctatissima, najeż, koryfena, makaira czarna i seriola lalanda.
Żyje tu wiele gatunków rekinów, takich jak m.in.: krytycznie zagrożony wyginięciem (CR) głowomłot tropikalny, zagrożone wyginięciem (EN) Alopias pelagicus, rekin wielorybi, ostronos atlantycki i żarłacz ciemnoskóry oraz narażone na wyginięcie (VU) Alopias superciliosus, Rhizoprionodon longurio, głowomłot pospolity, żarłacz tępogłowy, żarłacz czarnopłetwy i żarłacz jedwabisty.